# Setagrotis
Setagrotis is een geslacht van vlinders van de familie uilen (Noctuidae), uit de onderfamilie Noctuinae.

## Soorten
- S. pallidicollis (Grote, 1880)
- S. radiola Hampson, 1903
- S. vocalis Grote, 1879